# 山内一郎 (神学者)
山内 一郎（やまうち いちろう、1935年8月11日 - ）は、日本の神学者。関西学院大学名誉教授。関西学院大学教授、同学院長、理事長を歴任した。

## 来歴
1935年、愛知県名古屋市に生まれる。1958年、関西学院大学神学部卒業。1960年、同大学神学研究科修了(新約聖書学専攻)。1960年関西学院中学部宗教主事。1963年から1965年、米国デューク大学大学院にIBC奨学金で留学。1965年、関西学院大学神学部専任講師、1969年助教授を経て、1975年同教授に就任。関西学院院長代理、キリスト教主義教育研究室長、神学部長など歴任した。1998年から2004年まで関西学院院長、2002年から2008年まで同理事長を務めた。2019年にキリスト教功労者を受賞。2011年に旭日重光章を受章。

## 著書
- 輝く自由―関西学院の教育的使命、関西学院大学出版会 (2009)、ISBN 978-4862830487
- メソジズムの源流―ウェスレー生誕三〇〇年を記念して、キリスト新聞社 (2004)、ISBN 978-4873954028